# Seznam vyhynulých hominoidů
Seznam vyhynulých rodů čeledí Hominidae a Proconsulidae
| Název            | Poprvé popsán | Doba výskytu milionů let | Země výskytu                                                | Významné lokality                                                                    |
| ---------------- | ------------- | ------------------------ | ----------------------------------------------------------- | ------------------------------------------------------------------------------------ |
| Kamoyapithecus   | 1995          | 27,5 - 24,2              | Keňa                                                        | Lothidok                                                                             |
| Ugandapithecus   | 2000          | 22 - 14                  | Uganda, Keňa                                                | Napak, Songhor, Koru                                                                 |
| Morotopithecus   | 1997          | 20,6                     | Uganda                                                      | Moroto                                                                               |
| Xenopithecus     | 1933          | 20 - 19                  | Keňa                                                        | Koru                                                                                 |
| Rangwapithecus   | 1978          | 20 - 19                  | Keňa                                                        | Songhor                                                                              |
| Proconsul        | 1933          | 18 - 17                  | Keňa                                                        | Rusinga, Mfangano                                                                    |
| Nyanzapithecus   | 1986          | 18,5 - 13                | Keňa                                                        | Rusinga, Mfangano, Maboko, Nachola                                                   |
| Turkanapithecus  | 1986          | 17,5 - 17                | Keňa                                                        | Kalodirr                                                                             |
| Afropithecus     | 1986          | 17,5 - 17                | Keňa                                                        | Kalodirr                                                                             |
| Heliopithecus    | 1987          | 17                       | Saúdská Arábie                                              | Ad Dabtiyah                                                                          |
| Griphopithecus   | 1902          | 17 - 13,5                | Turecko, Slovensko, Rakousko, Německo                       | Paşalar, Çandir, Sandberg, Kleinhadersdorf, Engelswies                               |
| Mabokopithecus   | 1969          | 16 - 15                  | Keňa                                                        | Maboko                                                                               |
| Equatorius       | 1999          | 15,5 - 14                | Keňa                                                        | Maboko, Ombo, Majiwa, Kaloma, Nyakach, Kipsaramon                                    |
| Nacholapithecus  | 1999          | 15                       | Keňa                                                        | Nachola                                                                              |
| Kenyapithecus    | 1961          | 13,7                     | Keňa                                                        | Fort Ternan                                                                          |
| Otavipithecus    | 1992          | 13                       | Namibie                                                     | Berg Aukas                                                                           |
| Sivapithecus     | 1910          | 12,5 - 8,5               | Pákistán, Indie                                             | Chinji, Haritalyangar                                                                |
| Khoratpithecus   | 2004          | 12,4 - 7                 | Thajsko, Barma                                              | Ban Sa, Khorat                                                                       |
| Dryopithecus     | 1856          | 12 - 11                  | Francie, Rakousko, Španělsko                                | Saint Gaudens, St. Stefan, La Grive, Can Mata                                        |
| Pierolapithecus  | 2004          | 11,9                     | Španělsko                                                   | Barranc de Can Villa                                                                 |
| Anoiapithecus    | 2009          | 11,9                     | Španělsko                                                   | Abocador de Can Mata                                                                 |
| Hispanopithecus  | 1944          | 11,5 - 9,5               | Španělsko                                                   | Can Llobateres, Can Feu, Can Ponsic, Polinyà, La Tarumba                             |
| Chororapithecus  | 2007          | 10,5 - 10                | Etiopie                                                     | Beticha                                                                              |
| Rudapithecus     | 1969          | 10 - 9,5                 | Maďarsko, Rakousko, Německo                                 | Rudabánya, Salmendingen, Melchingen                                                  |
| Ankarapithecus   | 1957          | 9,8                      | Turecko                                                     | Sinap Tepe                                                                           |
| Nakalipithecus   | 2007          | 9,8                      | Keňa                                                        | Nakali                                                                               |
| Ouranopithecus   | 1977          | 9,7 - 7,4                | Řecko, Turecko                                              | Ravin de la Pluie, Nikiti, Xirochori, Çorakyerler                                    |
| Samburupithecus  | 1997          | 9,5                      | Keňa                                                        | Samburu                                                                              |
| Udabnopithecus   | 1945          | 9 - 8,5                  | Gruzie                                                      | Udabno                                                                               |
| Lufengpithecus   | 1987          | 9 - 7                    | Čína                                                        | Lufeng, Kchaj-jüan, Jüan-mou, Pao-šan                                                |
| Oreopithecus     | 1872          | 9 - 7                    | Itálie, Sardinie                                            | Baccinello, Castellani, Monte Bamboli, Ribolla, Fiume Santo                          |
| Sahelanthropus   | 2002          | 7,2 - 6,8                | Čad                                                         | Toros-Menalla                                                                        |
| Gigantopithecus  | 1935          | 6,3 - 0,3                | Indie, Pákistán, Čína, Vietnam                              | Alipur, Haritalyangar, Liou-čcheng, Lung-ku-pcho, Tham Khuyen                        |
| Orrorin          | 2001          | 6,2 - 5,7                | Keňa                                                        | Cheboit, Kapsomin, Kapcheberek, Aragai                                               |
| Ardipithecus     | 1995          | 5,8 - 5,2                | Etiopie                                                     | Alayla, Asa Koma, Amba East, Aramis, As Duma                                         |
| Australopithecus | 1925          | 3,9 - 1,7                | Keňa, Etiopie, Čad, Tanzanie, Malawi, Jihoafrická republika | Koobi Fora, Hadar, Omo, Koro-Toro, Laetoli, Olduvai, Taung, Swartkrans, Sterkfontein |